# Andrzej Janiak
Andrzej Marian Janiak (ur. 8 września 1955) – polski prawnik, radca prawny, doktor habilitowany nauk prawnych, specjalista w zakresie prawa cywilnego, prawa bankowego, oraz prawa papierów wartościowych, od 2008 profesor nadzwyczajny Uniwersytetu im. Adama Mickiewicza w Poznaniu.

## Życiorys
Ukończył studia prawnicze na Wydziale Prawa i Administracji UAM. W latach 1980–1982 odbył aplikację sędziowską, a w 1987 został wpisany na listę radców prawnych. Pracował jako główny specjalista w poznańskim oddziale Narodowego Banku Polskiego. Był też doradcą prezesa Wielkopolskiego Banku Kredytowego. Habilitację uzyskał w 2005. Od 2008 pracuje na stanowisku profesora nadzwyczajnego w Katedrze Prawa Cywilnego, Handlowego i Ubezpieczeniowego Wydziału Prawa i Administracji UAM. W latach 2009–2012 był zatrudniony jako profesor nadzwyczajny w Katedrze Prawa Gospodarczego Wydziału Zarządzania Uniwersytetu Ekonomicznego w Poznaniu. Na takim samym stanowisku pracuje także od 2012 w Katedrze Prawa Cywilnego i Handlowego Wydziału Prawa i Administracji Uniwersytetu Szczecińskiego. W marcu 2014 wszedł w skład rady nadzorczej Polskiego Górnictwa Naftowego i Gazownictwa, w której pracował do grudnia 2015. Wykładał na szeregu uczelni prywatnych.

## Wybrane publikacje
- Prawo handlowe. Spółki handlowe. Umowy gospodarcze (autor rozdziału Czynności bankowe), wyd. 2002, ISBN 83-7333-003-8.
- Przywileje bankowe w prawie polskim, wyd. 2003, ISBN 83-7333-276-6.
- System prawa prywatnego, tom 8 (autor rozdziału Gra i zakład), wyd. 2011, ISBN 978-83-255-2550-7.
- ponadto glosy do orzeczeń Sądu Najwyższego i artykuły publikowane w czasopismach prawniczych, m.in. w „Państwie i Prawie”[4]